# Edgar Báez
Edgar Feliciano Báez Fernández (n. Asunción, Paraguay, 21 de marzo de 1972) es un exfutbolista paraguayo. Jugó de delantero y militó en diversos clubes de Paraguay, Argentina y Brasil.

## Clubes
| Club           | País      | Año       |
| -------------- | --------- | --------- |
| 12 de Octubre  | Paraguay  | 1990-1991 |
| Guaraní        | Paraguay  | 1992-1993 |
| Huracán        | Argentina | 1994      |
| Guaraní        | Paraguay  | 1994-1996 |
| Universitario  | Perú      | 1997      |
| Santos         | Brasil    | 1998-1999 |
| Cerro Porteño  | Paraguay  | 2000-2001 |
| Sol de América | Paraguay  | 2002-2004 |
| Tacuary        | Paraguay  | 2004-2005 |